# Ramón Castro Castro
Ramón Castro Castro (ur. 27 stycznia 1956 w Teocuitatlán de Corona) – meksykański duchowny katolicki, biskup Cuernavaca od 2013.

## Życiorys
Święcenia kapłańskie otrzymał 13 maja 1982. W 1985 rozpoczął przygotowanie do służby dyplomatycznej na Papieskiej Akademii Kościelnej. W latach 1989–2004 pracował w dyplomacji watykańskiej.

### Episkopat
2 kwietnia 2004 papież Jan Paweł II mianował go biskupem pomocniczym archidiecezji jukatańskiej, ze stolicą tytularną Suelli. Sakry biskupiej udzielił mu 3 czerwca 2004 arcybiskup jukatański – Emilio Carlos Berlie Belaunzarán.
8 kwietnia 2006 został biskupem diecezji Campeche.
15 maja 2013 papież Franciszek mianował go biskupem diecezji Cuernavaca. Ingres odbył się 10 lipca 2013.